# Kazimierz Malinowski (franciszkanin)
Kazimierz Malinowski, OFMConv. (ur. 13 czerwca 1955 w Sanoku) – polski prezbiter franciszkanów konwentualnych, teolog moralny, wykładowca, prowincjał.

## Życiorys
Pochodzi z Sanoka. Urodził się 13 czerwca 1955 jako syn Jana (nauczyciel w Zespole Szkół Ekonomicznych w Sanoku) i Marii z domu Goździk. Uczył się w Szkole Podstawowej nr 4 oraz w Szkole Podstawowej nr 2 w Sanoku do 1970. W 1975 ukończył Technikum Mechaniczne w Sanoku z tytułem technika mechanika o specjalności obróbka skrawaniem. Podczas nauki w szkole średniej 3 marca 1975 zdobył I miejsce w finale XVI Olimpiady Wiedzy o Polsce i Świecie Współczesnym w Rzeszowie. Dzięki temu po zdaniu matury miał zapewniony wstęp na studia wyższe. Od 1975 do 1977 studiował historię na Uniwersytecie Jagiellońskim. W 1977 przerwał studia, wstąpił do zakonu franciszkańskiego i 19 sierpnia tego roku rozpoczął nowicjat w Smardzewicach. Złożył pierwsze śluby zakonne czasowe 3 września 1978 i podjął studia teologiczne w Wyższym Seminarium Duchownym w Krakowie, których został absolwentem w 1984. W międzyczasie 8 grudnia 1982 złożył śluby wieczyste w zakonie. 2 czerwca 1984 otrzymał sakrament święceń, których udzielił mu ks. kard. Franciszek Macharski. Msza św. prymicyjna została odprawiona 10 czerwca 1984 w kościele Przemienienia Pańskiego w Sanoku, jego macierzystej parafii. Od 1984 do 1986 posługiwał w parafii św. Jana Chrzciciela w Legnicy. W 1986 podjął studia teologii moralnej na Katolickim Uniwersytecie Lubelskim, które ukończył w 1988 uzyskując tytuł licencjata i prawo wykładania w wyższych instytutach kościelnych. Rozpoczął przygotowanie dysertacji doktorskiej nt. Etos żydowski w publicystyce katolickiej okresu międzywojennego w Polsce, której nie ukończył.
W 1989 został wykładowcą teologii moralnej i etyki w Wyższym Seminarium Duchownym w Krakowie oraz objął stanowisko wicerektora. Podczas kapituły zwyczajnej Prowincji św. Antoniego z Padwy i bł. Jakuba Strzemię Zakonu Braci Mniejszych Konwentualnych w Krakowie z 27 maja 1996 został wybrany na stanowiska wikariusza prowincji (wiceprowincjała) oraz prefekta studiów. Ponadto do jego kompetencji należała formacja i wychowanie w ramach zakonu franciszkanów na obszarze Europy Środkowej. Sprawował urząd prowincjała zakonnej prowincji krakowskiej przez dwie kadencje: od 2000 do 2004 i od 2004 do 2008.
Od 2005 do 2008 był przewodniczącym Konferencji Wyższych Przełożonych Zakonów Męskich, a od 2008 był wybierany na funkcję sekretarza generalnego (po raz kolejny w 2017 na trzyletnią kadencję). Przy Konferencji Episkopatu Polski objął funkcję konsultorza w Komisji ds. Instytutów Życia Konsekrowanego i Stowarzyszeń Życia Apostolskiego, zostając jednocześnie sekretarzem tego gremium. Został członkiem Międzynarodowej Komisji ds. Rewizji Konstytucji CIRC. Został członkiem Międzynarodowej Komisji ds. Rewizji Konstytucji CIRC. Podczas kapituły prowincjalnej 11 marca 2016 został wybrany definitorem (asystentem) zarządu Prowincji św. Antoniego z Padwy i bł. Jakuba Strzemię oraz delegatem na kapitułę generalną.
W styczniu 2022 objął obowiązki gwardiana klasztotru franciszkanów przy parafii Matki Bożej Niepokalanej w Harmężach i jednocześnie dyrektora tamtejszego Centrum św. Maksymiliana. Podczas kapituły prowincjalnej w maju 2024 ponownie wybrany gwardianem tego konwentu.
Publikował w czasopismach „Przegląd Akademicki”, „Nurt Franciszkański”, „Gość Niedzielny”, „Bratni Zew”.